# Collier de wampum
 (octobre 2011).

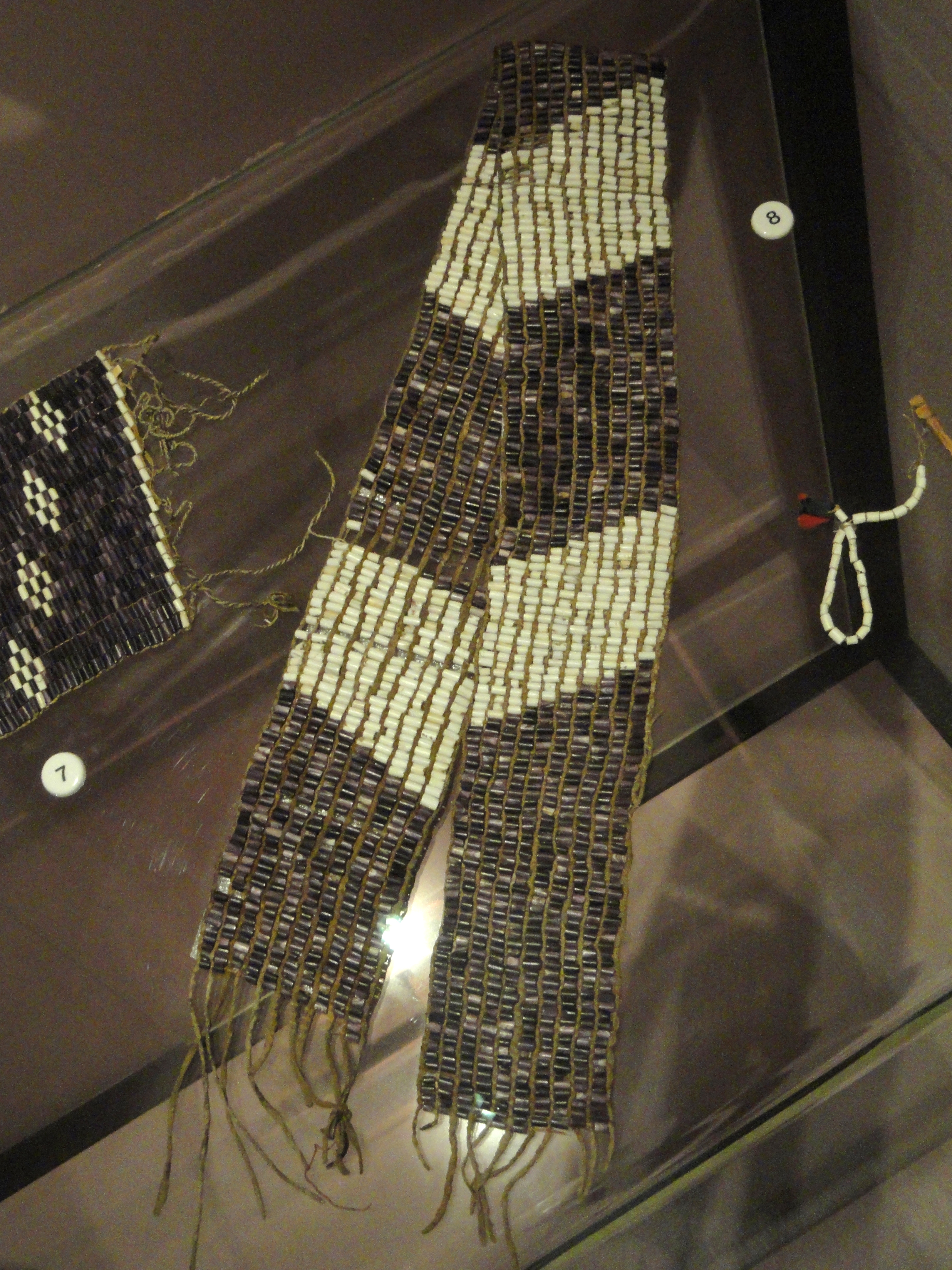
Wampum iroquois et algonquin, commémorant un traité de paix du XVIIe siècle. Peabody Museum, Harvard University.

Un collier de wampum, collier de porcelaine,   est un collier de coquillages utilisé par les Amérindiens du Nord-Est du continent américain comme objet diplomatique et religieux ou comme monnaie d'échange. On trouve aussi des branches, ceintures et d'autres objets de wampum, par exemple une ceinture de porcelaine.
Bien que le mot wampum ait souvent été utilisé pour désigner différents types de perles, de coquillages ou d'objets perlés, il se réfère à un type de perles en particulier. Celles-ci se distinguent des autres par la combinaison de quatre critères : le matériel utilisé (certains coquillages marins provenant exclusivement des côtes de océan Atlantique), leur forme tubulaire et leur taille (environ 3 à 5 mm de diamètre sur 7 à 10 mm de longueur). 
Il importe de faire une distinction entre le wampum et les wampums. Lorsque l'on se réfère à du wampum, on renvoie à la matière première, c'est-à-dire aux perles. Par contre, lorsque l'on parle des wampums, on réfère alors à des colliers, qui sont en fait des bandes perlées de plusieurs rangs de perles tissées. Ainsi, par extension, le mot wampums en est venu à désigner les colliers de wampum. Par l'alternance des couleurs des perles, blanches et pourpres exclusivement, des motifs étaient généralement illustrés : carrés, losanges, hexagones, triangles, croix, lignes parallèles et/ou obliques, zigzags, cercles, pipes, haches, bâtiments, figures animales ou humaines, écritures, chiffres.

## Étymologie et terminologie

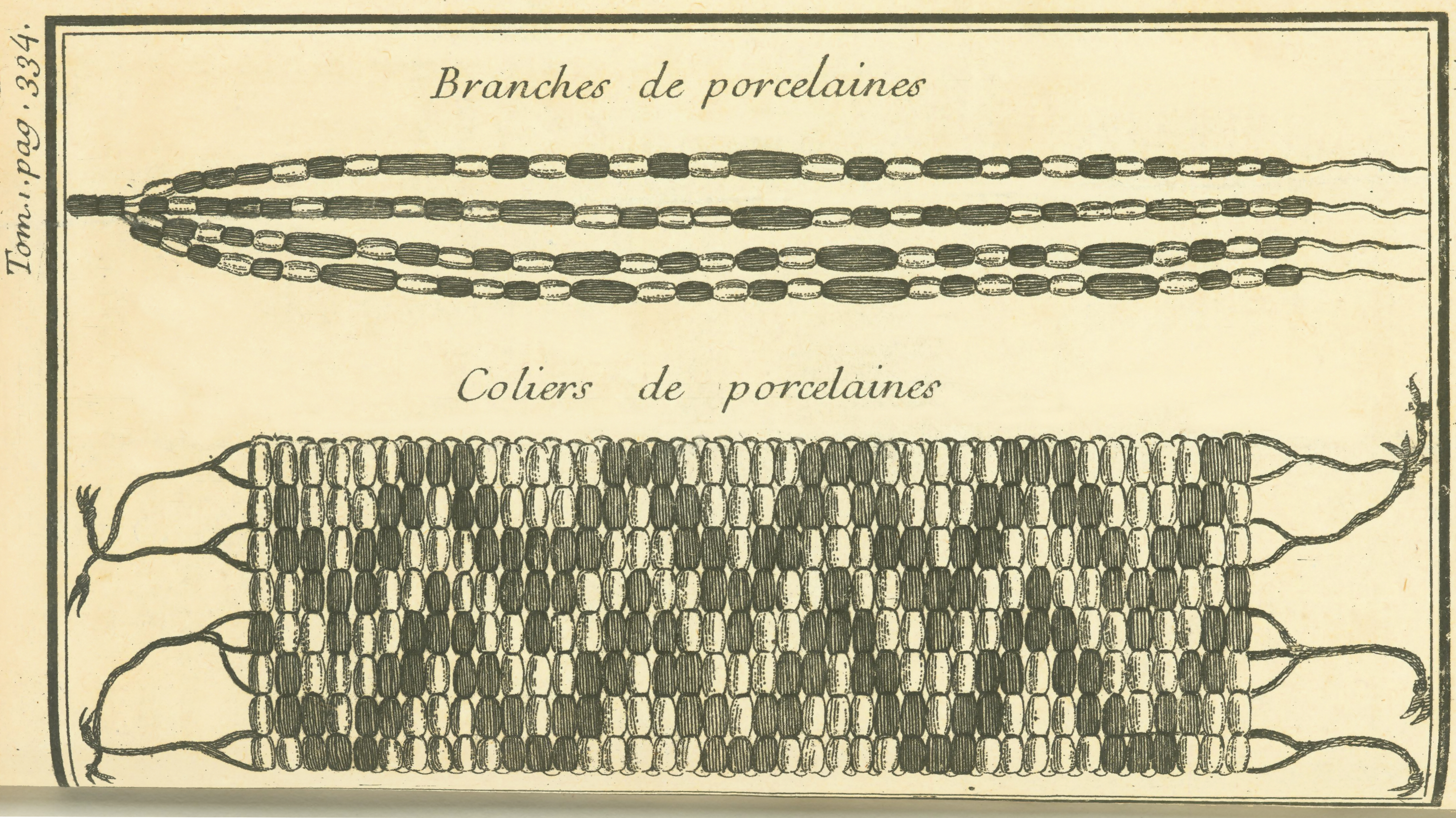
Collier et branche de porcelaine (La Potherie, 1722).

Le mot wampum est une abréviation de wampumpeague ou wampumpeake, un mot algonquin du sud de la Nouvelle-Angleterre. Récupérée par la langue anglaise au début du XVIIe siècle, cette expression signifierait tout simplement « enfilade de coquillages blancs ».

« Wampun (la forme contracté de l'Angonquin  [sic] de la Nouvelle-Angleterre wampûmpeak, wampûmpeage , ou wampômpeag, exprimée phonétiquement par wanpanpiak ou wanbabiag, dont les éléments lexicograpbiques composants sont wamp, pour wanb, un dérivé de wab, ('étant') blanc'; umpe ou ompe, pour anbi ou anpi, 'une enfilade (de perles de coquillages)'; ak ou ag, le signe grammatical du pluriel animé. Comme l'expression indigène était trop embarrassante pour être facilement prononcée par les colons de la Nouvelle-Angleterre, le mot-phrase fut par eux divisé en wampum et peak ou peage, sans souci de la ligne exacte de la séparation phonétique entre les éléments leiicographiques composants de l'expression). »

Les Hollandais désignaient le wampum par le mot sewan ou zeewant du pidgin du Delaware.
Les Français et Canadiens nommeront les wampums « colliers », « colliers de porcelaine » et les Anglais « wampum belts ». Ces deux expressions renvoient au même objet échangé lors des rencontres diplomatiques officielles. On classe aujourd'hui les artefacts de wampum selon leur forme de collier ou de ceinture.
Au début du XVIIe siècle, on désignait par le mot porcelaine ou pourcelaine un certain mollusque de la famille des cypréidés, la nacre et la substance polie des coquilles utilisées en joaillerie.
En Nouvelle-France, les wampums sont désignés par colliers (de porcelaine) et les Français échangent de ces colliers de la même façon que les Anglais échangent des wampum belts. Enfin, il faut distinguer un collier d'une branche de porcelaine, cette dernière étant constituée de perles enfilées sur une corde seulement. On échangeait les branches à l'unité ou attachées ensemble pour former une simple unité de plusieurs centaines de perles.
Dans certaines études portant sur les wampums, on retrouve parfois l'expression « ceinture de porcelaine », qui n'est en fait que la traduction de l'anglais « wampum belt ». Cette expression ne tient pas compte de la réalité historique.

## Perles blanches précieuses d'esnoguy
L'explorateur français Jacques Cartier accoste sur l'île de Montréal et visite le village d'Hochelaga en 1535. Les Hochelaguiens apprécient particulièrement les perles blanches façonnées à partir de coquillages, que ces Iroquoiens du Saint-Laurent désignent par le mot esnoguy (ou « Eſurgni » dans la transcription de Lescarbot).

« La plus précieuse chose qu’ils aient en ce monde est l’esnoguy, lequel est blanc comme neige, et qu’ils prennent dans le fleuve en corbinotz [cornets de mer], desquels ils font des patenotres (sortes de chapelets) ; et de cela ils usent comme nous faisons de l’or et de l’argent ; et ils le tiennent pour la plus précieuse chose au monde. ... Quand un homme est mort ou qu'ils ont pris un ennemi à la guerre, ils le tuent, ils incisent cuisses, épaules et le laissent dix ou douze heures dans l'eau. »

— Jacques Cartier
Ensuite il suffit de ramasser les coquillages sur les incisions. Cartier est le premier Européen à décrire le wampum ; notons que l'esnoguy n'est pas strictement parlant du wampum, puisqu'il provient de coquillages d'eau douce.

« L'esnoguy est un petit mollusque d'une blancheur ivoire aujourd'hui disparu. Un seul spécimen est conservé au musée McCord de l'université McGill à Montréal. Son nom scientifique est unio ventricosus. Le mot cornibot employé ici est un terme du parler populaire breton et signifie bijou, pierre précieuse. Déjà, au temps de Lescarbot, l'esnoguy avait cessé d'être en usage. Aujourd'hui, écrit-il, les Indiens n'en font plus ou en ont perdu le métier, car ils se servent uniquement des matachias (grains de rassade) qu'on leur envoie de France. »

## Commerce des perles de wampum

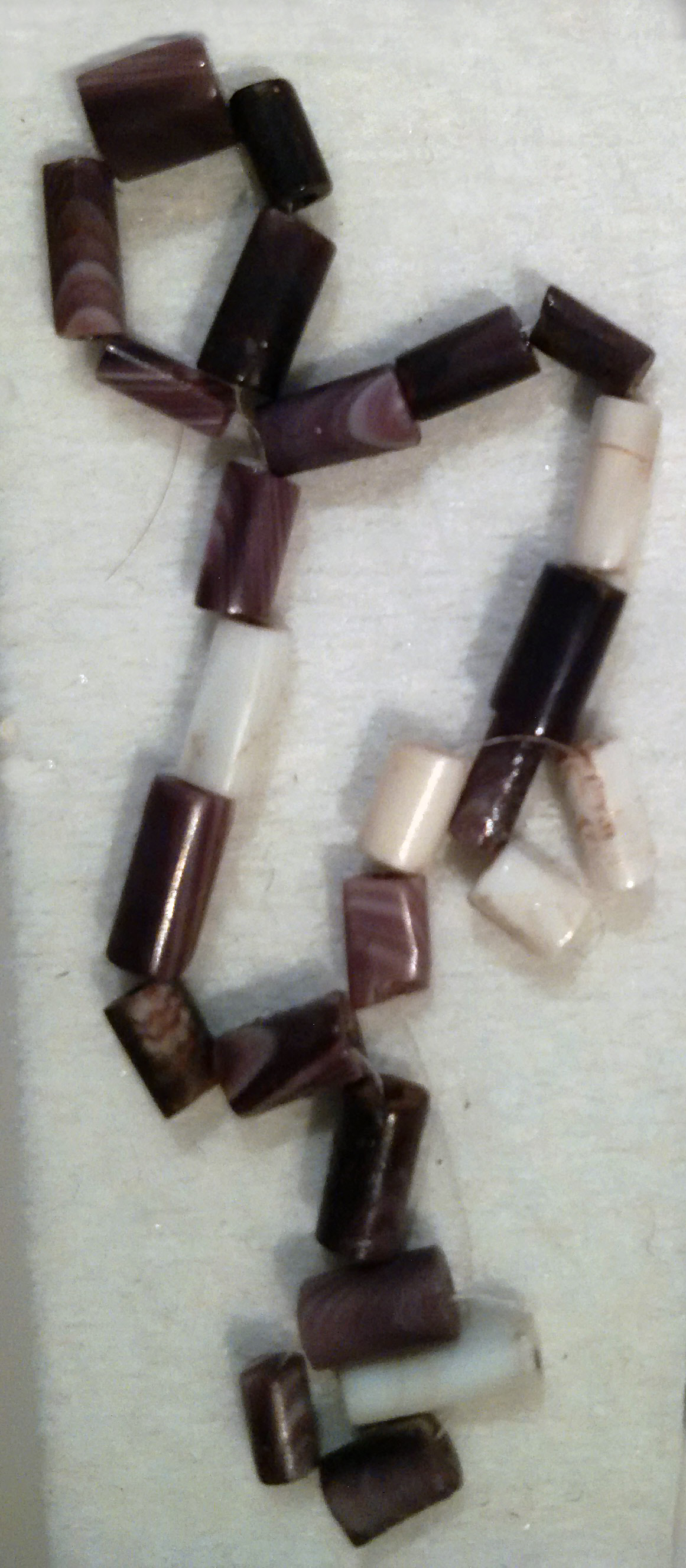
Lot de perles de Wampum, 1750-1800, Musée McCord.

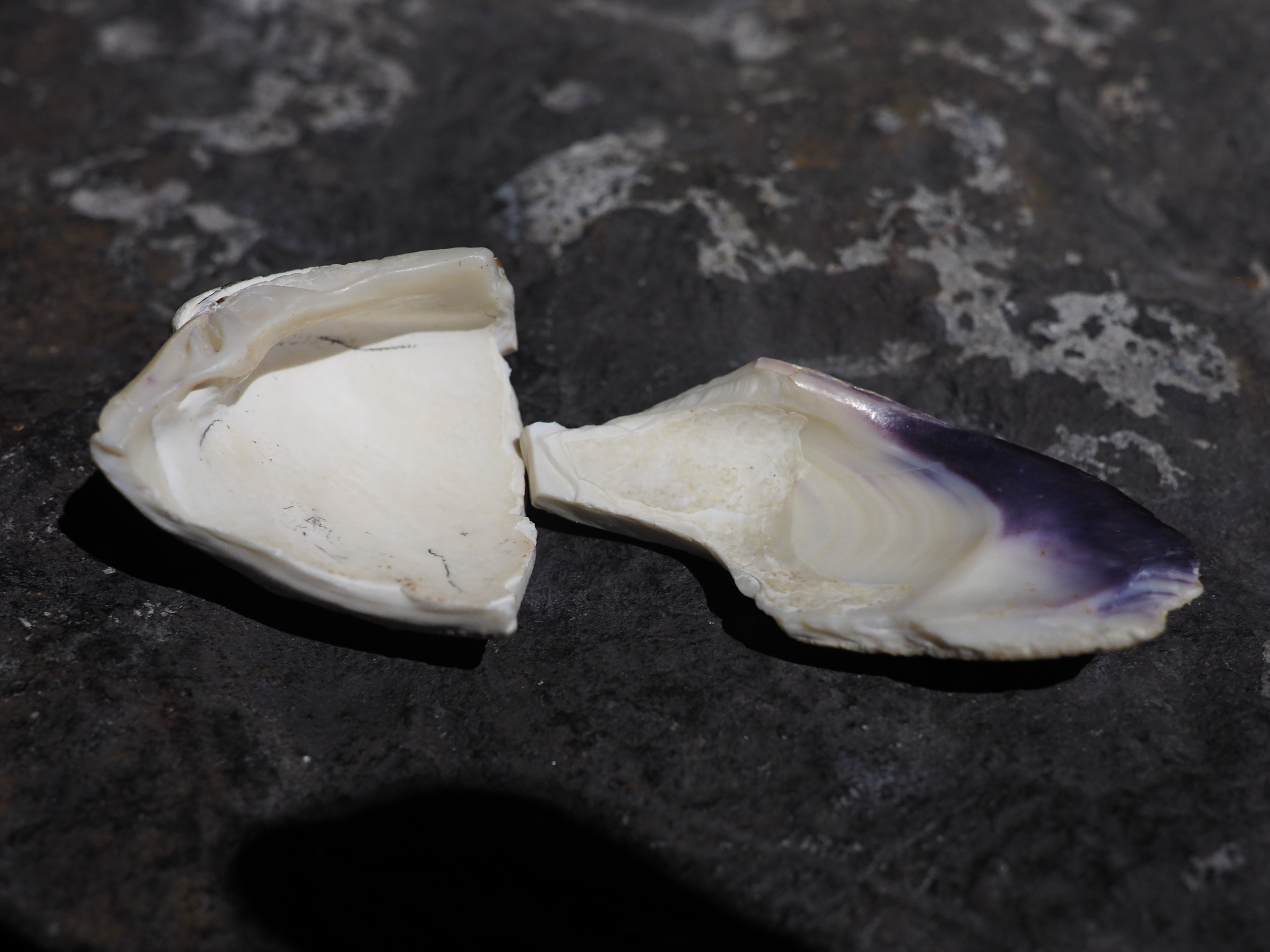
Coquillage, de la région de Long Island (New York), servant à la fabrication du wampum. Musée Pointe-à-Callière.

Le commerce des perles discoïdales entre les groupes de la côte atlantique qui avaient accès aux coquillages marins et les groupes géographiquement éloignés de ces sources d'approvisionnement, tels les Iroquoiens et autres groupes de la région des Grands Lacs, aurait débuté avant l'arrivée des Européens en Amérique. Par contre, ce n'est qu'après les contacts entre Européens et Amérindiens que les perles de formes tubulaires se seraient répandues à l'intérieur du continent. L'utilisation croissante de pointes de métal et outils européens auxquels les Amérindiens avaient désormais accès fit en sorte d'accroître considérablement la fabrication des perles, si bien que l'on finit par nommer la région de la côte est le « pays du wampum », et les peuples algonquiens habitant le long des côtes atlantiques, tels les Narragansetts et les Pequots qui les produisaient, les « Mint-masters ».
Le wampum devint un bien d'échange important dans la traite des fourrures. C'est à partir de ce produit que les Hollandais et les Anglais purent avoir accès aux milliers de fourrures nécessaires au commerce. Cherchant avant tout le profit, ils flairèrent rapidement le potentiel énorme du wampum. Il semble en effet que la meilleure façon d'inciter les Amérindiens habitant les régions de l'intérieur du continent à apporter leurs fourrures aux commerçants européens était de leur fournir du wampum : Wampum is the source and the mother of the beaver trade, and for goods only, without wampum, we cannot obtain beavers from the savages, explique en 1660 le gouverneur de la Nouvelle-Néerlande, William Stuyvesant, aux directeurs de la Compagnie néerlandaise des Indes occidentales qui siégeaient dans la mère-patrie.
Ces perles étaient acquises par les Hollandais auprès des Amérindiens producteurs en échange de différents objets de traite manufacturés en Europe. Avec ces perles, les Hollandais se tournaient ensuite vers les peuples amérindiens situés plus à l'ouest, qui eux leur fournissaient les fourrures. En expédiant les perles des côtes vers l'intérieur, on favorisait l'exportation des fourrures vers les colonies, où les investisseurs faisaient de larges profits en les envoyant en Europe. Lynn Ceci explique ainsi le mouvement de ces échanges qui prirent la forme d'un véritable triangle commercial (trade triangle).
Alors que la traite prit de l'ampleur, des guerres de conquête visant à contrôler les sources d'approvisionnement en perles et en objets de traite eurent lieu entre les groupes impliqués dans le commerce. Par exemple les Mohawks (Iroquois) subjuguèrent les Mohicans (un peuple algonquin producteur de perles) vers 1629, et les Anglais attaquèrent les Pequots (aussi un peuple algonquien) vers 1637. Il peut être utile de noter aussi que, dans un même esprit de compétition, des manufactures de perles de wampum seront établies par les colons européens le long des côtes pour faire concurrence à la production amérindienne.

## Usage du wampum comme «monnaie»
« Les groupes algonquiens de Nouvelle-Angleterre participaient aussi au commerce des perles de coquillage et les échangeaient aux Iroquois contre des fourrures. Les colons hollandais et anglais ne tardèrent pas à approvisionner ces Algonquins avec des outils en fer pour qu'ils puissent les fabriquer eux-mêmes et accroître leur production, ce qui permit aux premiers de s'immiscer rapidement entre les deux groupes amérindiens en tant qu'intermédiaires. La demande pour les perles de coquillage était si grande chez les Iroquois que celles-ci servirent de monnaie d'échange dans le commerce des fourrures. Leur cours fut même institué légalement en Nouvelle-Angleterre : en 1637, leur valeur était établie à quatre perles pour un penny. »

### En Nouvelle-Néerlande et en Nouvelle-Angleterre
La monnaie métallique manquant gravement dans les colonies hollandaises du fait que la Compagnie néerlandaise des Indes occidentales refusait de fournir les colons avec des pièces de métal, ceux-ci se tournèrent vers le wampum pour en faire une monnaie. Si le choix de ce produit s'appuie partiellement sur le fait qu'elle était très recherchée par les Amérindiens pourvoyeurs de fourrures, le wampum répondait aussi à d'autres critères qui le rendaient utilisable comme monnaie : les perles sont durables, maniables (petites et légères), accessibles (proximité des côtes) mais relativement rares et difficiles à produire (environ 36 à 48 perles par jour), ce qui contribue dans une certaine mesure à prévenir la contrefaçon.
Enfin, leur caractère divisible les rendait très utiles : calculées en perles non-tissées ou en brasses, le wampum permettait de couvrir un large éventail de prix pour les biens et services. À partir du moment où le wampum fut déclaré monnaie légale en Nouvelle-Hollande, diverses lois et ordonnances furent établies de façon à régulariser la valeur des perles.

#### Inflation
« L’usage exacerbé qui en découle aggrave le problème d’inflation déjà existant. En 1628, la peau de castor vaut environ 252 perles de wampums blanches. Huit ans plus tard, la même peau vaut environ 1440 perles. »

#### Guerre des Pequots
Les militaires britanniques attaquent la Première Nation des Pequots, qui contrôle alors la majorité de la production des perles dans toute l'Amérique. La guerre qui en découle « va mener à ce que plusieurs historiens considèrent comme le tout premier génocide de l’histoire des États-Unis ».

#### Mauvaise qualité et contrefaçon
Quand ce n'était pas la surabondance des perles dans la circulation qui diminuait leur valeur, c'est leur mauvaise qualité qui la faisait fluctuer. En effet, comme les opérations de transformation du coquillage en perles n'étaient pas suffisamment encadrées dans les colonies hollandaises, des perles de mauvaise qualité ou encore fabriquées d'autres matériaux circulaient, ce qui provoqua l'insatisfaction des usagers. La contrefaçon mena les Anglais (qui utilisèrent le wampum comme monnaie de façon plus superficielle) à créer la première monnaie métallique de l'Amérique en 1652 au Massachusetts. Ce faisant, le wampum en circulation, de bonne ou de mauvaise qualité, désormais fortement dévalué, se vit déversé dans l'économie hollandaise qui s'en trouva déstabilisée par l'augmentation des coûts des biens.
« Faute d’une autre monnaie officielle, le « dumping » des perles de mauvaise qualité enflamme les prix des biens, des propriétés et des salaires néerlandais. Rapidement, le coût des biens hollandais augmente de près de 400 % ! Fermiers, travailleurs et soldats néerlandais s’appauvrissent. Cet affaiblissement ouvre la voie à l’expansion de la colonisation britannique. »
Au courant des années suivantes, comme les commerçants anglais n'étaient plus attachés au wampum, ils purent en offrir davantage aux Amérindiens en échange de leurs fourrures, ce qui nuit encore plus à l'économie hollandaise qui, en 1664, s'effondrait. Au Massachusetts, le wampum cessa d'être utilisé officiellement comme monnaie dès 1661 et l'année suivante, au Rhode Island, on mit aussi un terme à son utilisation comme monnaie, bien que dans la pratique, le wampum fut utilisé pour certaines transactions pendant quelques années encore.

### En Nouvelle-France
En Nouvelle-France, à défaut d'avoir un accès aisé aux pièces de monnaie en usage en France à la même époque, les autorités se tournèrent vers différents matériaux, objets ou marchandises échangeables afin de leur donner une valeur de paiement libératoire. Par exemple, on utilisa des peaux d'orignaux ou de chats sauvages, du blé, du maïs ou des pois, et plus tard, en 1685, les fameuses monnaies de cartes signées par l'Intendant. Ces marchandises purent servir de monnaie parce qu'une autorité gouvernementale l'avait ainsi statué et institué en précisant les modalités de leur utilisation. Si les habitants et commerçants avaient généralement confiance en la signature de l'Intendant, des lois ou règlements pouvaient tout de même les obliger à accepter les marchandises proposées.
Par contre, il est clair que les Français n'ont jamais adopté le wampum comme moyen de paiement comme les Hollandais et Anglais l'ont fait à la même époque. La raison est très simple : leur accès à cette source était beaucoup trop restreint, le wampum est rare en Nouvelle-France et celui qui est disponible doit servir à nourrir l'énorme réseau de relations diplomatiques avec les alliés amérindiens, réseau qui, d'un point de vue français, justifiait les prétentions coloniales sur le territoire. Les Français conservent des milliers de perles et des dizaines de colliers dans les magasins du Roi car ils savent qu'ils sont essentiels aux bonnes relations avec les nations autochtones alliées.
En lisant les livres de compte et les inventaires de ce que contenaient les magasins du roi au XVIIIe siècle, on constate que les Français dénombrent très souvent le nombre de rangs et de perles des colliers qu'ils ont reçus. Français, Anglais ou Américains, tous attribuent systématiquement une valeur en livres (ou selon l'unité en cours) aux wampums qu'ils reçoivent ; tous convertissent la valeur symbolique de l'objet en valeur monétaire. On passe alors d'une valeur qualitative et subjective à une valeur quantitative et objective.

### Entre Premières Nations
Rien ne permet de penser que les Amérindiens des Pays-d'en-Haut, de la vallée du Saint-Laurent et de l'Iroquoisie utilisèrent les perles de wampum comme mesure de la valeur des objets échangés, ni dans leurs échanges marchands, entre eux, à l'interne, comme divers coquillages ont pu le faire dans certaines sociétés mélanésiennes, par exemple. Alors que l'on échange vêtements, alcool, outils de métal, haches, chaudières, fusils, poudre, plomb, fourrures, viandes, poissons, filets, canots, maïs, tabac, bref tout ce dont ils avaient besoin et qui ne se trouve pas sur leur territoire, rien ne nous porte à croire que le wampum ait eu une place prépondérante parmi les autres objets échangés. Comme l'a remarqué l'historien érudit André Vachon, à qui l'on doit certainement les premières recherches sérieuses publiées en français sur le wampum : « On n'a aucune indication, par exemple, que ce produit, fréquent objet d'échange entre nations, ait servi au sein d'une même tribu à l'achat de nourriture, d'ustensiles et de services, toutes choses du reste qui n'avaient probablement jamais été évaluées en termes de grains ou de brasses de porcelaine ».
En fait, le système économique des sociétés iroquoiennes par lequel les richesses étaient distribuées n'exigeait pas ce genre de transactions monétaires. En prenant l'exemple de l'économie huronne, Heidenreich explique :

« Même s'il existait une économie de troc entre les tribus huronnes et non huronnes, il n'y a aucune preuve d'un système de troc entre les Hurons. Rien n'indique que les marchandises et les services ont été redistribués en Huronie au moyen de transactions commerciales ou d'un système de commercialisation quelconque. En effet, il n'existe aucune preuve de l'existence de places de marché, ni d'une hiérarchie des villages basée sur des principes de marketing. On échangeait biens et services sur une base entièrement différente. […] Incontestablement, la redistribution des biens se faisait principalement par cadeaux. Tous les membres d'une lignée obtiennent une part des biens accumulés par un membre individuel. […] Au-delà de la lignée, les biens sont diffusés lors de diverses cérémonies institutionnalisées de remises de cadeaux. »

— Heidenreich (traduction)

### Déclin de l'usage economique
Notons aussi que l'absence d'un usage économique transparaît à travers deux aspects qui sont fondamentaux à l'étude des cultures, soit la mythologie et la linguistique. En effet, aucune notion économique n'apparaît dans le mythe fondateur iroquoien dans lequel les ancêtres mythologiques instituèrent la tradition de l'échange de colliers de wampum en diplomatie intertribale. De même, les études linguistiques montrent que les langues iroquoienne et algonquine ne font aucune référence à la monnaie ou à une quelconque idée économique lorsqu'elles désignent les colliers de wampum.
Il importe enfin de préciser qu'au moment où l'échange de colliers de wampum atteint un sommet (deuxième partie du XVIIIe siècle), l'utilisation du wampum comme monnaie d'échange dans les colonies européennes n'est plus en cours depuis déjà un siècle. Même si le wampum fut distribué à une certaine époque à très grande échelle, jamais il ne connut de taux de saturation, jamais il ne subit une dévalorisation au sein des groupes iroquoiens. Les perles ont bel et bien sorti de la circulation commerciale dans ces colonies, mais leur usage diplomatique (sous forme de colliers) est demeuré intense pendant tout le siècle qui suivit. Il appert que dans certaines régions du Nord-Est, on appréciait le wampum pour d'autres raisons que ses propriétés économiques ou pour son usage marchand. En somme, une fois les perles tissées en colliers, leur fonction devenait toute autre.

## Utilisation du wampum à des fins diplomatiques: les colliers de porcelaine
« L'échange de ces colliers, qui symbolisent les engagements pris de part et d'autre et servent de moyens mnémotechniques, est indispensable pour sceller les traités. Les Européens adoptent rapidement cet élément du rituel diplomatique autochtone dans leurs négociations avec les Premières nations. »

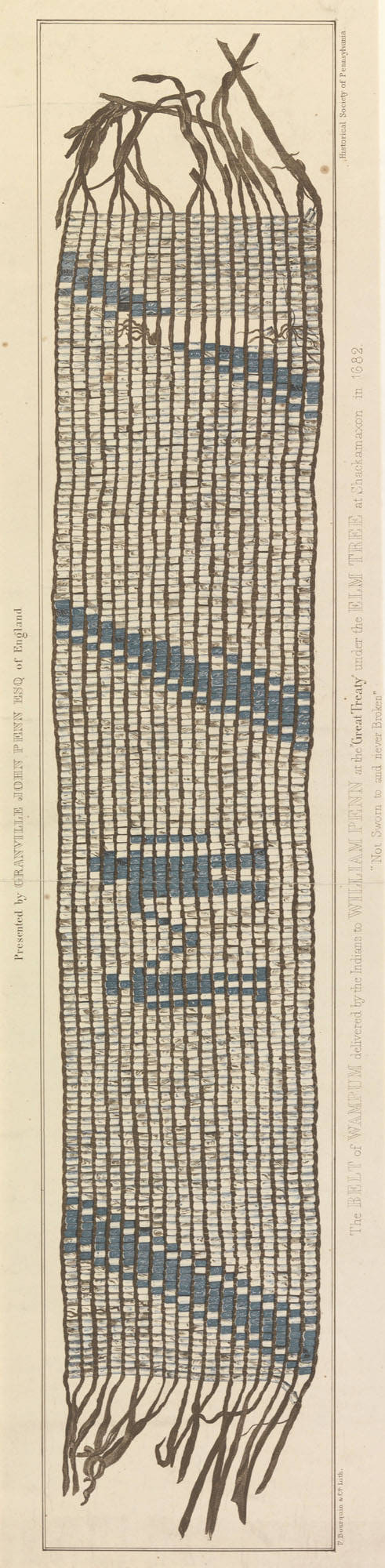
Collier de porcelaine offert à William Penn au cours du Grand Traité de 1682.

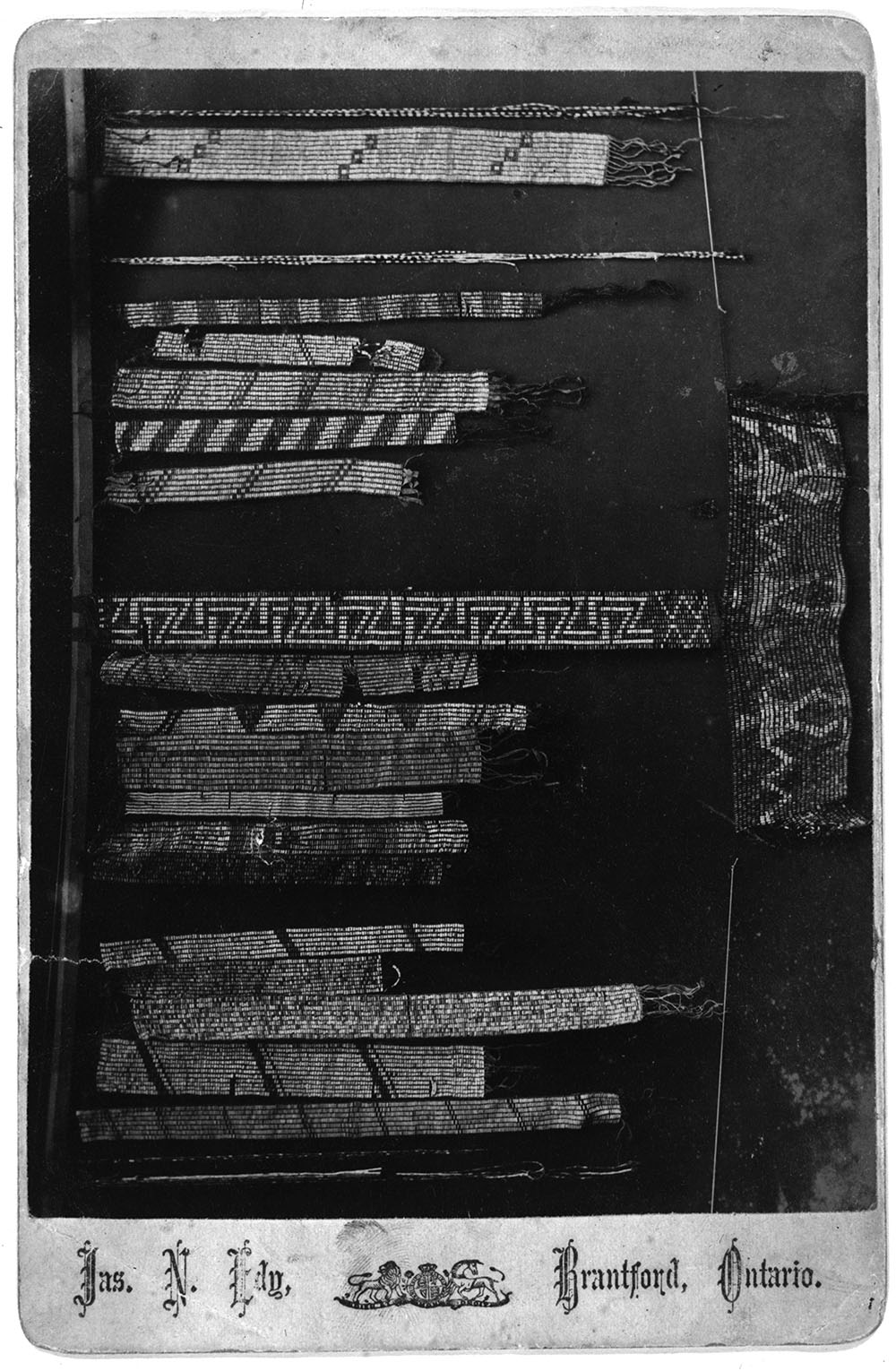
Colliers et branches de porcelaine (ou wampum), Six nations, 1872.

Les critères selon lesquels on accorde de la valeur au wampum dépendent autant de la géographie que de la culture des groupes qui l'utilisent. Si le commerce triangulaire de Lynn Ceci est pleinement utile à la compréhension du rôle du wampum dans la dynamique économique des colonies hollandaises et anglaises du début du XVIIe siècle, il ne permet toutefois pas de comprendre les nombreux autres aspects de l'utilisation du wampum. Car en dehors de cette dynamique marchande, le wampum connaissait un sort tout autre.
Les peuples iroquoiens de l'intérieur des terres firent un usage tout particulier du wampum en l'utilisant dans leurs rencontres diplomatiques officielles avec les groupes voisins ou étrangers. Ces perles étaient alors tissées en des colliers de diverses tailles pouvant contenir de quelques centaines à plus de dix mille perles. Ces colliers étaient offerts pour supporter le discours prononcé, pour le rendre légitime et officiel. L'échange de wampums se réalisait selon des règles protocolaires précises et particulières et selon des rituels parfois empruntés au mythe fondateur iroquois.
À l'époque coloniale, ce système diplomatique régissait une grande partie du Nord-Est américain. À cet égard, une délimitation géographique plutôt que culturelle s'avère être plus pertinente. En plus de retrouver cet usage chez les Iroquois et chez les Andastes, on le retrouvait chez certains groupes algonquins occupant le Nord du fleuve Saint-Laurent et la vallée de l'Outaouais de même que chez les Hurons-Wendats de la baie Georgienne, qui l'auraient même diffusé dans la vallée du Saint-Laurent et dans les Grands Lacs lors de leur dispersion vers 1650. L'espace géopolitique et culturel du Pays-d'en-Haut (région des Grands-Lacs) tel que défini par Gilles Havard serait partiellement inclus dans ce que l'on pourrait nommer le cœur ou le noyau de cette tradition où l'usage des wampums en diplomatie est essentiel.
Le développement de l'usage des wampums dans le cadre de relations internationales se réalisa donc dans cet espace spécifique, là où la rencontre, le contact s'est effectué avec une grande intensité, avec beaucoup de diplomatie et de jeux politiques. La diplomatie étant le lieu du métissage et de l'interculturalité, c'est dans ce contexte que l'échange et le don de wampums et autres présents s'est développé à travers une série de protocoles syncrétiques créés pour mieux communiquer. Car lors de ces rencontres formelles, nous sommes en contexte diplomatique, et nous devons nous conformer à ce que les chercheurs américains nomment le « wampum protocol ». On élève alors le discours à un niveau abstrait, imagé et indirect. On parle avec des images, on échange des paroles matérialisées par des colliers de wampum. Accepter un wampum, c'est accepter la parole qui vient d'être prononcée. Refuser un collier, c'est refuser son accord à la parole qui nous était adressée.
La plupart des observateurs de l'époque remarquèrent le rôle central que jouaient les wampums dans les rencontres internationales et dans l'entretien de bonnes relations diplomatiques :
« Les sauvages de l’Amérique Septentrionale ont été de tout tems dans l’usage de se servir de coliers, tant pour les ornements que pour traiter les affaires de leur nation. Ces coliers sont si nécessaires à ceux qui parlent d'affaires, au nom des nations, qu'on n'ajouteroit aucune foy à leurs paroles si préalablement ils ne présentoient à celuy avec lequel ils ont à traiter un colier qu'ils étendent devant luy. Après le discours fini, le sauvage auquel on s'adresse prend le collier et en remet un autre à la place pour faire sa réponse. S'il se trouve plusieurs propositions à faire, il est présenté autant de coliers ou autant de branches de porcelaines. »
— anonyme.
En fait, il faut savoir que de façon générale, les rencontres entre groupes amérindiens étaient toutes caractérisées par un échange de présents, échange qui permettait le renouvellement constant des alliances entre les groupes. Si l'échange de wampum s'insère dans un système plus général d'échange de biens, c'est que le don de présents trouve un produit adéquat à sa nature dans le wampum. Ainsi, les présents étaient-ils autant la preuve tangible et matérielle du discours prononcé qu'un témoignage de bonne volonté et de bons sentiments :
« Les presens parmy les peuples font toutes les affaires du pays : ils essuient les larmes, ils apaisent la colere, ils ouvrent la porte dans les pays étrangers, ils delivrent les prisonniers, ils resuscitent les morts. On ne parle quasi et on ne respond que par des presens : c'est pour cela que dans les harangues, le present passe pour une parole. On fait des presens pour animer les hommes à la guerre, pour les convier à la Paix, pour attirer une famille ou une nation à venir prendre place et demeurer auprès de vous, pour satisfaire ou payer ceux qui ont receu quelque injure ou quelque blessure, notamment s'il y a eu du sang de répandu »
— Relations des Jésuites.

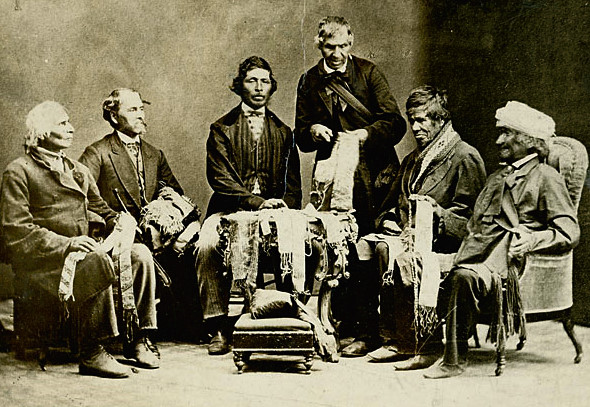
Chefs amérindiens des Six-Nations à Brantford, Canada, montrant leurs ceintures de wampum à Horatio Hale, le 14 septembre 1871.

Les colliers qui étaient échangés lors des rencontres formelles étaient souvent conservés pendant plusieurs années afin que les messages qu'ils portaient soient maintenus et conservés. À cette fin, le gardien des wampums s'assurait que leur signification soit répétée périodiquement devant les membres de la communauté. Les wampums étaient donc porteurs de messages, ils contenaient les paroles prononcées qui étaient, en quelque sorte, encodées dans l'objet. En ce sens, les wampums échangés fixaient les termes des ententes qui allaient régir l'avenir tout en témoignant des ententes passées. La majorité des témoins de l'époque qui ont observé ces pratiques ont remarqué ce rôle d'« archives » que l'on prêtait aux wampums. Au milieu du XVIIIe siècle, le chevalier de la Pause expliquait :

« Les colliers et branches de porcelaines sont l'agent universel ches les sauvages; […] c'est le lien des nations et des particuliers, c'est un gage inviolable et sacré quy donne la sanction aux parolles, aux promesses et aux traités; comme ils n'ont point l'usage de l'écriture, ils se font une mémoire locale au moyen de ces colliers, dont chacun signifie une affaire particulière, ou une circonstance d'affaires; les chefs du village en sont les dépositaires et les font connoître aux jeunes gens, quy aprennent ainssy listoire et les engagemens de leur nation »

— Chevalier de la Pause.

### Wampum à deux rangs

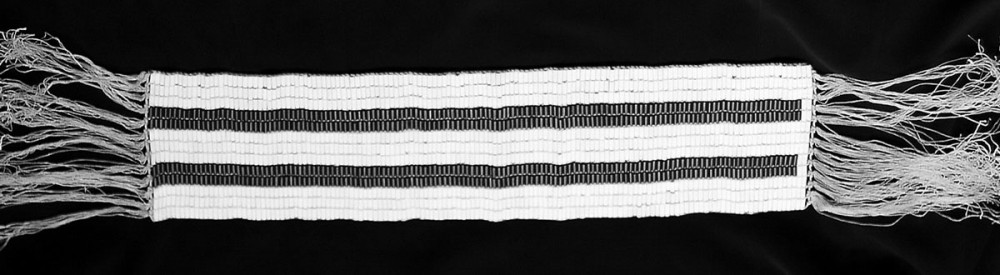
Le collier de wampum à deux rangs est l'un des plus anciens accords entre les Premières Nations (Onkwehonwe) et les immigrants européens. Le traité a été fait en 1613.

Le collier à deux rangs (Kaswentha) des Iroquois symbolise une entente de respect mutuel et de paix entre eux et les Européens — au début, avec les Hollandais établis en Amérique du Nord.

« Selon la tradition orale iroquoise, la ceinture de wampum à deux rangs représente le traité de 1613 entre les Haudenosaunee et les Hollandais et les accords subséquents conclus avec les Français et les Anglais. Un fond de perles blanches symbolise la pureté de l’entente. Deux rangs de perles pourpres représentent l’esprit de nos ancêtres respectifs. Trois perles de wampum séparent les deux rangs ; elles symbolisent la paix, l’amitié et le respect. Les deux rangs représentent deux voies parallèles, deux embarcations, naviguant ensemble sur le même cours d’eau. L’une, un canot d’écorce de bouleau, représente les Autochtones, leurs lois, leurs coutumes et leurs traditions tandis que l’autre, un navire, désigne les Européens, leurs lois, leurs coutumes et leurs traditions. Nous voyageons ensemble, côte à côte, mais chacun dans son embarcation sans que ni l’un ni l’autre n’essaie de diriger l’embarcation de son voisin. Le wampum à deux rangs symbolise la relation entre nos peuples ainsi qu’un engagement à entretenir un dialogue ouvert et honnête. »

— Guide terminologique autochtone

## Utilisation du wampum à des fins de transmission
Outre les usages du wampum comme monnaie ou en diplomatie énoncés ci-dessus, l'objet a aussi eu un rôle important dans la tradition orale, notamment la transmission de l'histoire orale.
Cet usage du wampum présente une perspective moins liée à l'histoire de la rencontre entre Européens et Amérindiens, ce qui pourrait expliquer pourquoi il est peu évoqué dans ce contexte.
Le wampum est traditionnellement, selon la perspective autochtone des peuples chez lesquels il était en usage, un moyen de préservation de la mémoire liée aux alliances et aux conflits (que ces alliances ou conflits impliquent, ou non, par ailleurs, les Européens). D'importants évènements de l'histoire peuvent ainsi y être consignés, comme la Grande loi de la Paix de la Confédération Iroquoise. 
Le wampum peut ainsi avoir valeur de document historique, dans son approche fonctionnaliste, quoiqu'il faille distinguer la tradition orale et les documents historiques. On touche ici à la preuve par la tradition orale, dont certaines indications linguistiques peuvent clarifier l'interprétation.

## Colliers de verroterie

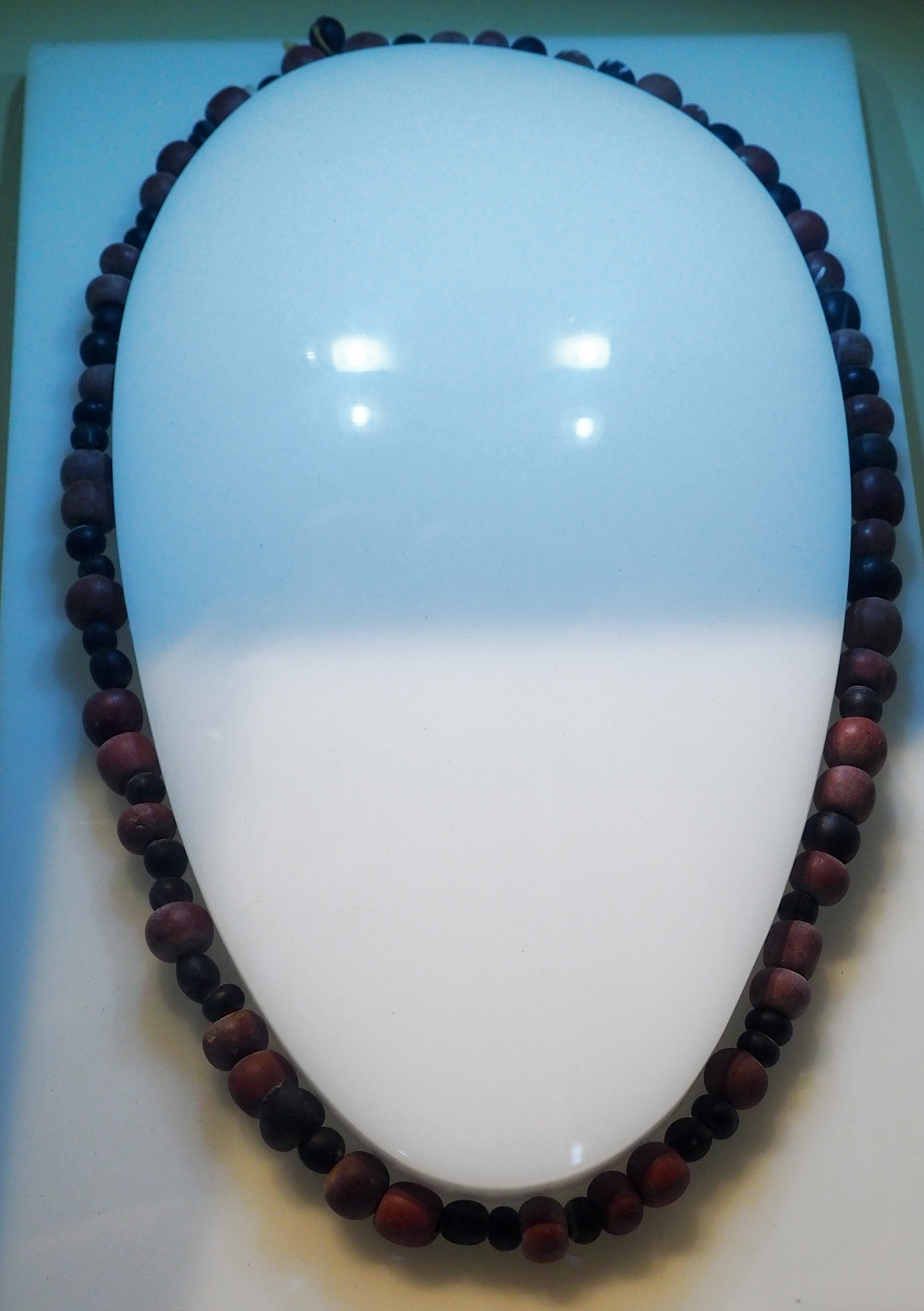
Collier de perles de verre, en vitrine au Centre des Visiteurs du Fort Niagara, NY.

Les colliers de verroterie sont aussi utilisés en complément des colliers de porcelaine. Marcel Trudel écrit : « les indigènes ne voudront pas  'de l'yvoire pour de la pourcelaine', mais ils vont accepter de ces Matachiaz  [verroterie]  qu'on leur porte de France ».

## Wampum contemporain

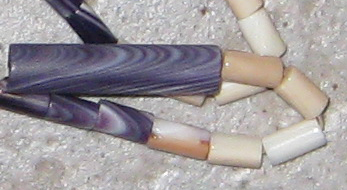
Perles de wampum faites par Elizabeth James Perry (Wampanoag / Cherokee de l'Est), les perles violettes sont de quahog et les blanches de buccin.

- Des artistes continuent à tisser des ceintures de nature historique, ainsi qu'à concevoir de nouvelles ceintures ou des bijoux basés sur leurs propres concepts[39]. C'est notamment le cas dans l'usine de wampums construite par la Nation Unquachog (en) de Long Island, dans l'État de New York, où sont fabriquées des perles traditionnelles et contemporaines utilisées par des artistes autochtones tels que Ken Maracle (Cayuga), Elizabeth Perry (Aquinnah Wampanoag) et Lydia Chavez (Unquachog (en)/Blood) dans leurs créations de ceintures traditionnelles et de bijoux contemporains. L'usine existe depuis 1998 et a contribué à la résurrection de l'utilisation des wampums dans la vie autochtone contemporaine : la Nation Seneca a par exemple commandé des répliques de cinq ceintures wampum historiques, achevées en 2008 par Lydia Chavez et faites avec des perles fabriquées sur le territoire de la nation indienne Unkechaug à Long Island.

- Parmi les fabricants de wampums traditionnels des temps modernes, on compte Julius Cook (Sakaronkiokeweh) (1927-1999)[40] et Ken Maracle (Haohyoh), un gardien de la foi de la maison longue de Lower Cayuga[41].

- En 2017, une ceinture wampum achetée par Frank Speck en 1913 a été rendue à Kanesatake, où elle est utilisée lors d'événements culturels et politiques[42].

- La Nation indienne Shinnecock (en) a obtenu en 2014 la préservation d'un site traditionnel de fabrication de wampums appelé Ayeuonganit Wampum Ayimꝏup (« Ici, le wampum a été fabriqué »)[43]. Une partie du site original, le lot 24 de l'actuel lotissement Parrish Pond à Southampton, a été réservée à un parc[44].